# Raghuram Rajan

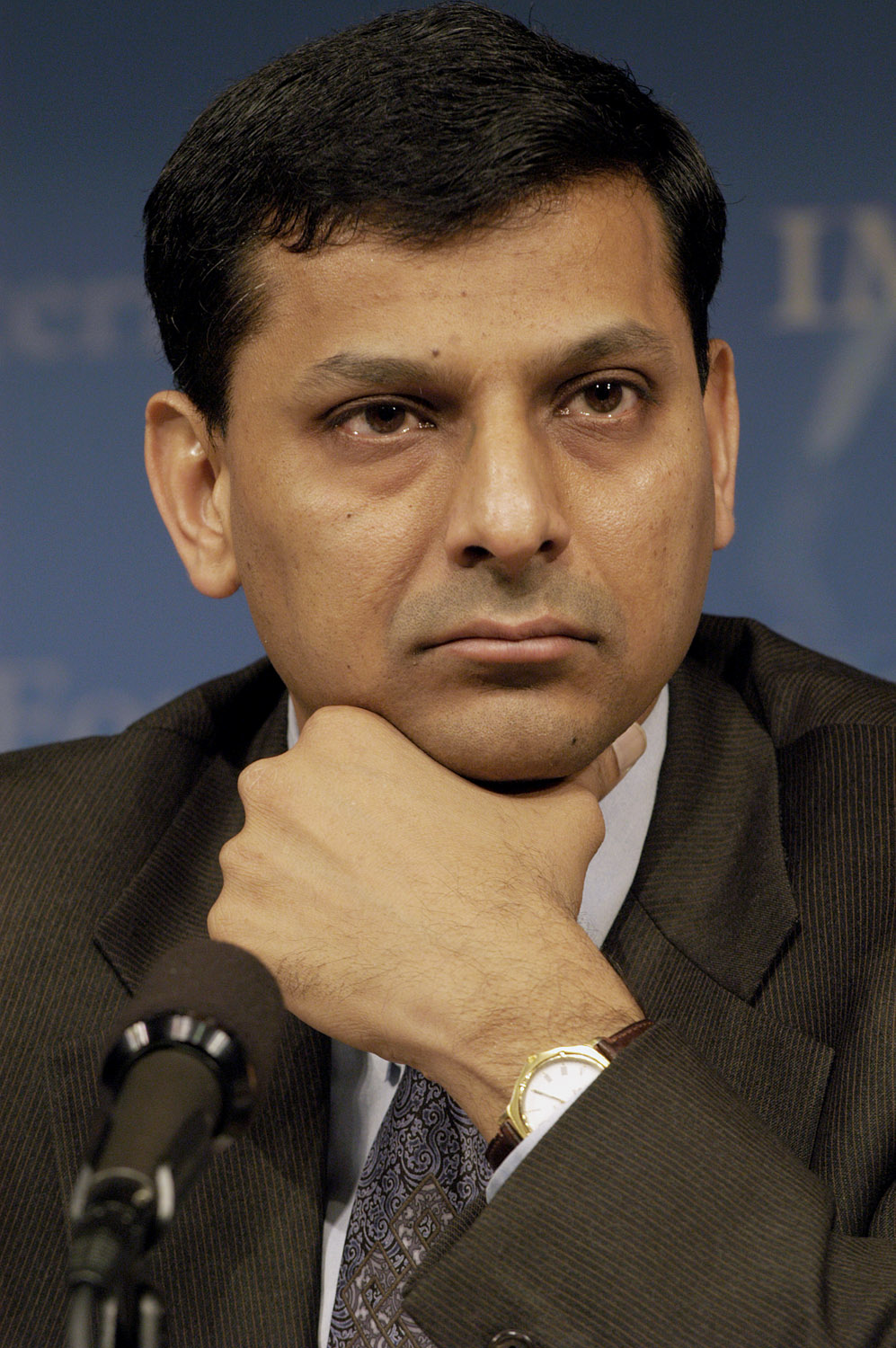
Raghuram G. Rajan bei einer IWF-Pressekonferenz im Jahr 2004

Raghuram Govind Rajan (* 3. Februar 1963 in Bhopal, Indien) ist ein indisch-amerikanischer Ökonom. Seit 1995 ist er Professor an der University of Chicago. Er berät den indischen Premierminister. Von 2003 bis 2006 war er Chefökonom des Internationalen Währungsfonds (IWF). Von 4. September 2013 bis 19. September 2016 leitete er die indische Notenbank Reserve Bank of India (RBI). Seit dem 9. November 2015 ist Rajan stellvertretender Vorsitzender der Bank für Internationalen Zahlungsausgleich (BIZ).

## Leben
Raghuram Rajan wurde in der indischen Stadt Bhopal geboren. Als Sohn eines indischen Diplomaten lebte Rajan während seiner Kindheit in Indonesien, Sri Lanka und Belgien. Er studierte Ingenieurwissenschaften am Indian Institute of Technology in Delhi, bevor er in Ahmedabad seinen MBA machte und schließlich 1991 am MIT für eine Dissertation mit dem Titel Essays on Banking promoviert wurde. Seit dieser Zeit lehrt er an der Universität Chicago, wo er 1995 zum Professor ernannt wurde. Im Jahr 2003 wurde er mit dem Fischer-Black-Preis ausgezeichnet. Von 2003 bis 2006 war er – als Nachfolger von Kenneth Rogoff – Chefökonom des Internationalen Währungsfonds. 2013 erhielt er den Deutsche Bank Prize in Financial Economics. Am 4. September 2013 übernahm er von D. Subbarao die Leitung der indischen Notenbank, der in Mumbai ansässigen Reserve Bank of India. Teilweise gegen erheblichen politischen Druck hielt er am Kurs einer strikten Inflationskontrolle fest. Nach Ende seiner dreijährigen Amtszeit am 19. September 2016 beendete er seine Tätigkeit als RBI-Gouverneur.
Seit 2017 zählt ihn Clarivate Analytics aufgrund der Zahl seiner Zitationen zu den Favoriten auf einen Alfred-Nobel-Gedächtnispreis für Wirtschaftswissenschaften (Clarivate Citation Laureates, früher Thomson Reuters Citation Laureates).

## Forschung
Rajan hält Märkte und Wettbewerb für einen wichtigen Treiber der Wirtschaft, denkt allerdings – anders als Chicago-Professoren das traditionell tun – auch über Marktversagen nach. „Keynes gegen Friedman – das ist der Streit von früher“, sagt er. Seine erste Monografie hatte den Titel Saving Capitalism from the Capitalists.

### Warnung vor der Finanzkrise
Als bei der jährlichen Tagung der Notenbanker der Welt in Jackson Hole im Jahr 2005 der Abschied Alan Greenspans gefeiert werden sollte, störte Rajan die Harmonie mit einer Präsentation unter dem Titel Hat die Entwicklung der Finanzwelt die Welt riskanter gemacht? Er beantwortete die Frage mit Ja. In seinem Manuskript warnte er: „Der Interbankenmarkt könnte einfrieren, und es könnte leicht eine ausgewachsene Finanzkrise geben.“ Die meisten anderen Teilnehmer der Konferenz lehnten seine Folgerung aber ab. Lawrence Summers sagte, die Voraussetzungen seiner Arbeit seien irrig.

### Erklärung der Finanzkrise
Im Rückblick erklärte Rajan die Finanzkrise in seinem Buch Fault Lines folgendermaßen: Angesichts enormer wirtschaftlicher Ungleichheit in den USA (der höchsten seit 1929) propagierten die Regierungen – möglicherweise unbewusst – Kredite, mit denen sich auch arme Menschen ein Haus kaufen konnten. „Steuerpolitische Maßnahmen und Umverteilung schienen angesichts des polarisierten Umfelds schwierig“, sagt Rajan. „Aber mehr Geld in den Wohnungssektor zu stecken, darauf konnten sich linkes wie rechtes politisches Lager einigen.“ Viele der neuen Kreditnehmer konnten sich allerdings gar kein Haus leisten. So entstand eine Kreditblase, die später platzte.
Die Idee zu dieser Erklärung fand er in seinem Geburtsland Indien: Dort vergäben Banken in armen Regionen besonders viele Kredite. „Populismus und Kredit gehören oft zusammen“, sagt Rajan.

### Staatsausgaben und nachhaltiges Wachstum
Im Frühling 2012 kritisiert Rajan in einem Artikel in Foreign Affairs die Idee, der Westen könne sich durch Staatsausgaben aus der Wirtschaftskrise befreien. Seit Jahrzehnten gerate der Westen technologisch und im globalen Wettbewerb ins Hintertreffen, das zum Ausgleich durch staatliche Schulden und Kreditvergaben künstlich erhaltene Wachstum sei nicht nachhaltig. Zu den strukturellen Probleme der Vereinigten Staaten zählt Rajan unzureichende Ausbildung der Arbeitskräfte und zu wenig Unternehmergeist und Innovation. Südeuropa müsse vor allem seinen Protektionismus und die Staatspräsenz in mehreren Bereichen reduzieren und damit unnötige und unproduktive Arbeit eliminieren.

## Ehrungen
- 2003: Fischer-Black-Preis[4]
- 2009: Aufnahme in die American Academy of Arts and Sciences
- 2010: Bernhard-Harms-Preis des Instituts für Weltwirtschaft Kiel[12]
- 2013: Deutsche Bank Prize in Financial Economics
- 2017: Adam-Smith-Preis

## Veröffentlichungen

### Monografien
- mit Luigi Zingales: Saving Capitalism from the Capitalists. Princeton University Press, 2004, ISBN 0-691-12128-1.
- Fault Lines. Princeton University Press, 2010, ISBN 978-0-691-14683-6.
  - deutsch: Fault Lines - Verwerfungen. warum sie noch immer die Weltwirtschaft bedrohen und was jetzt zu tun ist. Finanzbuch Verlag, München 2012, ISBN 978-3-89879-685-9.
- mit der Squam Lake Working Group: The Squam Lake Report: Fixing the Financial System. Princeton University Press, 2010, ISBN 978-0-691-14884-7.
- The Third Pillar: How Markets and the State Leave the Community Behind. Penguin Press, New York 2019, ISBN 978-0-525-55831-6.

### Artikel
- Has Financial Development Made the World Riskier? NBER Working Paper 11728, November 2005
- True Lessons of the Recession. (PDF) In: Foreign Affairs. 5/2012.